# Paulhe
Paulhe é uma comuna francesa na região administrativa de Occitânia, no departamento de Aveyron. Estende-se por uma área de 4,72 km². Em 2010 a comuna tinha 390 habitantes (densidade: 82,6 hab./km²).